# Dáma (šachy)
|   | a | b | c | d | e | f | g | h |   |
| 8 | d8 černý dáma · d7 černý křížek · d6 černý křížek · d5 černý křížek · h5 černý křížek · a4 černý křížek · d4 černý křížek · g4 černý křížek · b3 černý křížek · d3 černý křížek · f3 černý křížek · c2 černý křížek · d2 černý křížek · e2 černý křížek · a1 černý křížek · b1 černý křížek · c1 černý křížek · d1 bílý dáma · e1 černý křížek · f1 černý křížek · g1 černý křížek · h1 černý křížek | d8 černý dáma · d7 černý křížek · d6 černý křížek · d5 černý křížek · h5 černý křížek · a4 černý křížek · d4 černý křížek · g4 černý křížek · b3 černý křížek · d3 černý křížek · f3 černý křížek · c2 černý křížek · d2 černý křížek · e2 černý křížek · a1 černý křížek · b1 černý křížek · c1 černý křížek · d1 bílý dáma · e1 černý křížek · f1 černý křížek · g1 černý křížek · h1 černý křížek | d8 černý dáma · d7 černý křížek · d6 černý křížek · d5 černý křížek · h5 černý křížek · a4 černý křížek · d4 černý křížek · g4 černý křížek · b3 černý křížek · d3 černý křížek · f3 černý křížek · c2 černý křížek · d2 černý křížek · e2 černý křížek · a1 černý křížek · b1 černý křížek · c1 černý křížek · d1 bílý dáma · e1 černý křížek · f1 černý křížek · g1 černý křížek · h1 černý křížek | d8 černý dáma · d7 černý křížek · d6 černý křížek · d5 černý křížek · h5 černý křížek · a4 černý křížek · d4 černý křížek · g4 černý křížek · b3 černý křížek · d3 černý křížek · f3 černý křížek · c2 černý křížek · d2 černý křížek · e2 černý křížek · a1 černý křížek · b1 černý křížek · c1 černý křížek · d1 bílý dáma · e1 černý křížek · f1 černý křížek · g1 černý křížek · h1 černý křížek | d8 černý dáma · d7 černý křížek · d6 černý křížek · d5 černý křížek · h5 černý křížek · a4 černý křížek · d4 černý křížek · g4 černý křížek · b3 černý křížek · d3 černý křížek · f3 černý křížek · c2 černý křížek · d2 černý křížek · e2 černý křížek · a1 černý křížek · b1 černý křížek · c1 černý křížek · d1 bílý dáma · e1 černý křížek · f1 černý křížek · g1 černý křížek · h1 černý křížek | d8 černý dáma · d7 černý křížek · d6 černý křížek · d5 černý křížek · h5 černý křížek · a4 černý křížek · d4 černý křížek · g4 černý křížek · b3 černý křížek · d3 černý křížek · f3 černý křížek · c2 černý křížek · d2 černý křížek · e2 černý křížek · a1 černý křížek · b1 černý křížek · c1 černý křížek · d1 bílý dáma · e1 černý křížek · f1 černý křížek · g1 černý křížek · h1 černý křížek | d8 černý dáma · d7 černý křížek · d6 černý křížek · d5 černý křížek · h5 černý křížek · a4 černý křížek · d4 černý křížek · g4 černý křížek · b3 černý křížek · d3 černý křížek · f3 černý křížek · c2 černý křížek · d2 černý křížek · e2 černý křížek · a1 černý křížek · b1 černý křížek · c1 černý křížek · d1 bílý dáma · e1 černý křížek · f1 černý křížek · g1 černý křížek · h1 černý křížek | d8 černý dáma · d7 černý křížek · d6 černý křížek · d5 černý křížek · h5 černý křížek · a4 černý křížek · d4 černý křížek · g4 černý křížek · b3 černý křížek · d3 černý křížek · f3 černý křížek · c2 černý křížek · d2 černý křížek · e2 černý křížek · a1 černý křížek · b1 černý křížek · c1 černý křížek · d1 bílý dáma · e1 černý křížek · f1 černý křížek · g1 černý křížek · h1 černý křížek | 8 |
| 7 | d8 černý dáma · d7 černý křížek · d6 černý křížek · d5 černý křížek · h5 černý křížek · a4 černý křížek · d4 černý křížek · g4 černý křížek · b3 černý křížek · d3 černý křížek · f3 černý křížek · c2 černý křížek · d2 černý křížek · e2 černý křížek · a1 černý křížek · b1 černý křížek · c1 černý křížek · d1 bílý dáma · e1 černý křížek · f1 černý křížek · g1 černý křížek · h1 černý křížek | d8 černý dáma · d7 černý křížek · d6 černý křížek · d5 černý křížek · h5 černý křížek · a4 černý křížek · d4 černý křížek · g4 černý křížek · b3 černý křížek · d3 černý křížek · f3 černý křížek · c2 černý křížek · d2 černý křížek · e2 černý křížek · a1 černý křížek · b1 černý křížek · c1 černý křížek · d1 bílý dáma · e1 černý křížek · f1 černý křížek · g1 černý křížek · h1 černý křížek | d8 černý dáma · d7 černý křížek · d6 černý křížek · d5 černý křížek · h5 černý křížek · a4 černý křížek · d4 černý křížek · g4 černý křížek · b3 černý křížek · d3 černý křížek · f3 černý křížek · c2 černý křížek · d2 černý křížek · e2 černý křížek · a1 černý křížek · b1 černý křížek · c1 černý křížek · d1 bílý dáma · e1 černý křížek · f1 černý křížek · g1 černý křížek · h1 černý křížek | d8 černý dáma · d7 černý křížek · d6 černý křížek · d5 černý křížek · h5 černý křížek · a4 černý křížek · d4 černý křížek · g4 černý křížek · b3 černý křížek · d3 černý křížek · f3 černý křížek · c2 černý křížek · d2 černý křížek · e2 černý křížek · a1 černý křížek · b1 černý křížek · c1 černý křížek · d1 bílý dáma · e1 černý křížek · f1 černý křížek · g1 černý křížek · h1 černý křížek | d8 černý dáma · d7 černý křížek · d6 černý křížek · d5 černý křížek · h5 černý křížek · a4 černý křížek · d4 černý křížek · g4 černý křížek · b3 černý křížek · d3 černý křížek · f3 černý křížek · c2 černý křížek · d2 černý křížek · e2 černý křížek · a1 černý křížek · b1 černý křížek · c1 černý křížek · d1 bílý dáma · e1 černý křížek · f1 černý křížek · g1 černý křížek · h1 černý křížek | d8 černý dáma · d7 černý křížek · d6 černý křížek · d5 černý křížek · h5 černý křížek · a4 černý křížek · d4 černý křížek · g4 černý křížek · b3 černý křížek · d3 černý křížek · f3 černý křížek · c2 černý křížek · d2 černý křížek · e2 černý křížek · a1 černý křížek · b1 černý křížek · c1 černý křížek · d1 bílý dáma · e1 černý křížek · f1 černý křížek · g1 černý křížek · h1 černý křížek | d8 černý dáma · d7 černý křížek · d6 černý křížek · d5 černý křížek · h5 černý křížek · a4 černý křížek · d4 černý křížek · g4 černý křížek · b3 černý křížek · d3 černý křížek · f3 černý křížek · c2 černý křížek · d2 černý křížek · e2 černý křížek · a1 černý křížek · b1 černý křížek · c1 černý křížek · d1 bílý dáma · e1 černý křížek · f1 černý křížek · g1 černý křížek · h1 černý křížek | d8 černý dáma · d7 černý křížek · d6 černý křížek · d5 černý křížek · h5 černý křížek · a4 černý křížek · d4 černý křížek · g4 černý křížek · b3 černý křížek · d3 černý křížek · f3 černý křížek · c2 černý křížek · d2 černý křížek · e2 černý křížek · a1 černý křížek · b1 černý křížek · c1 černý křížek · d1 bílý dáma · e1 černý křížek · f1 černý křížek · g1 černý křížek · h1 černý křížek | 7 |
| 6 | d8 černý dáma · d7 černý křížek · d6 černý křížek · d5 černý křížek · h5 černý křížek · a4 černý křížek · d4 černý křížek · g4 černý křížek · b3 černý křížek · d3 černý křížek · f3 černý křížek · c2 černý křížek · d2 černý křížek · e2 černý křížek · a1 černý křížek · b1 černý křížek · c1 černý křížek · d1 bílý dáma · e1 černý křížek · f1 černý křížek · g1 černý křížek · h1 černý křížek | d8 černý dáma · d7 černý křížek · d6 černý křížek · d5 černý křížek · h5 černý křížek · a4 černý křížek · d4 černý křížek · g4 černý křížek · b3 černý křížek · d3 černý křížek · f3 černý křížek · c2 černý křížek · d2 černý křížek · e2 černý křížek · a1 černý křížek · b1 černý křížek · c1 černý křížek · d1 bílý dáma · e1 černý křížek · f1 černý křížek · g1 černý křížek · h1 černý křížek | d8 černý dáma · d7 černý křížek · d6 černý křížek · d5 černý křížek · h5 černý křížek · a4 černý křížek · d4 černý křížek · g4 černý křížek · b3 černý křížek · d3 černý křížek · f3 černý křížek · c2 černý křížek · d2 černý křížek · e2 černý křížek · a1 černý křížek · b1 černý křížek · c1 černý křížek · d1 bílý dáma · e1 černý křížek · f1 černý křížek · g1 černý křížek · h1 černý křížek | d8 černý dáma · d7 černý křížek · d6 černý křížek · d5 černý křížek · h5 černý křížek · a4 černý křížek · d4 černý křížek · g4 černý křížek · b3 černý křížek · d3 černý křížek · f3 černý křížek · c2 černý křížek · d2 černý křížek · e2 černý křížek · a1 černý křížek · b1 černý křížek · c1 černý křížek · d1 bílý dáma · e1 černý křížek · f1 černý křížek · g1 černý křížek · h1 černý křížek | d8 černý dáma · d7 černý křížek · d6 černý křížek · d5 černý křížek · h5 černý křížek · a4 černý křížek · d4 černý křížek · g4 černý křížek · b3 černý křížek · d3 černý křížek · f3 černý křížek · c2 černý křížek · d2 černý křížek · e2 černý křížek · a1 černý křížek · b1 černý křížek · c1 černý křížek · d1 bílý dáma · e1 černý křížek · f1 černý křížek · g1 černý křížek · h1 černý křížek | d8 černý dáma · d7 černý křížek · d6 černý křížek · d5 černý křížek · h5 černý křížek · a4 černý křížek · d4 černý křížek · g4 černý křížek · b3 černý křížek · d3 černý křížek · f3 černý křížek · c2 černý křížek · d2 černý křížek · e2 černý křížek · a1 černý křížek · b1 černý křížek · c1 černý křížek · d1 bílý dáma · e1 černý křížek · f1 černý křížek · g1 černý křížek · h1 černý křížek | d8 černý dáma · d7 černý křížek · d6 černý křížek · d5 černý křížek · h5 černý křížek · a4 černý křížek · d4 černý křížek · g4 černý křížek · b3 černý křížek · d3 černý křížek · f3 černý křížek · c2 černý křížek · d2 černý křížek · e2 černý křížek · a1 černý křížek · b1 černý křížek · c1 černý křížek · d1 bílý dáma · e1 černý křížek · f1 černý křížek · g1 černý křížek · h1 černý křížek | d8 černý dáma · d7 černý křížek · d6 černý křížek · d5 černý křížek · h5 černý křížek · a4 černý křížek · d4 černý křížek · g4 černý křížek · b3 černý křížek · d3 černý křížek · f3 černý křížek · c2 černý křížek · d2 černý křížek · e2 černý křížek · a1 černý křížek · b1 černý křížek · c1 černý křížek · d1 bílý dáma · e1 černý křížek · f1 černý křížek · g1 černý křížek · h1 černý křížek | 6 |
| 5 | d8 černý dáma · d7 černý křížek · d6 černý křížek · d5 černý křížek · h5 černý křížek · a4 černý křížek · d4 černý křížek · g4 černý křížek · b3 černý křížek · d3 černý křížek · f3 černý křížek · c2 černý křížek · d2 černý křížek · e2 černý křížek · a1 černý křížek · b1 černý křížek · c1 černý křížek · d1 bílý dáma · e1 černý křížek · f1 černý křížek · g1 černý křížek · h1 černý křížek | d8 černý dáma · d7 černý křížek · d6 černý křížek · d5 černý křížek · h5 černý křížek · a4 černý křížek · d4 černý křížek · g4 černý křížek · b3 černý křížek · d3 černý křížek · f3 černý křížek · c2 černý křížek · d2 černý křížek · e2 černý křížek · a1 černý křížek · b1 černý křížek · c1 černý křížek · d1 bílý dáma · e1 černý křížek · f1 černý křížek · g1 černý křížek · h1 černý křížek | d8 černý dáma · d7 černý křížek · d6 černý křížek · d5 černý křížek · h5 černý křížek · a4 černý křížek · d4 černý křížek · g4 černý křížek · b3 černý křížek · d3 černý křížek · f3 černý křížek · c2 černý křížek · d2 černý křížek · e2 černý křížek · a1 černý křížek · b1 černý křížek · c1 černý křížek · d1 bílý dáma · e1 černý křížek · f1 černý křížek · g1 černý křížek · h1 černý křížek | d8 černý dáma · d7 černý křížek · d6 černý křížek · d5 černý křížek · h5 černý křížek · a4 černý křížek · d4 černý křížek · g4 černý křížek · b3 černý křížek · d3 černý křížek · f3 černý křížek · c2 černý křížek · d2 černý křížek · e2 černý křížek · a1 černý křížek · b1 černý křížek · c1 černý křížek · d1 bílý dáma · e1 černý křížek · f1 černý křížek · g1 černý křížek · h1 černý křížek | d8 černý dáma · d7 černý křížek · d6 černý křížek · d5 černý křížek · h5 černý křížek · a4 černý křížek · d4 černý křížek · g4 černý křížek · b3 černý křížek · d3 černý křížek · f3 černý křížek · c2 černý křížek · d2 černý křížek · e2 černý křížek · a1 černý křížek · b1 černý křížek · c1 černý křížek · d1 bílý dáma · e1 černý křížek · f1 černý křížek · g1 černý křížek · h1 černý křížek | d8 černý dáma · d7 černý křížek · d6 černý křížek · d5 černý křížek · h5 černý křížek · a4 černý křížek · d4 černý křížek · g4 černý křížek · b3 černý křížek · d3 černý křížek · f3 černý křížek · c2 černý křížek · d2 černý křížek · e2 černý křížek · a1 černý křížek · b1 černý křížek · c1 černý křížek · d1 bílý dáma · e1 černý křížek · f1 černý křížek · g1 černý křížek · h1 černý křížek | d8 černý dáma · d7 černý křížek · d6 černý křížek · d5 černý křížek · h5 černý křížek · a4 černý křížek · d4 černý křížek · g4 černý křížek · b3 černý křížek · d3 černý křížek · f3 černý křížek · c2 černý křížek · d2 černý křížek · e2 černý křížek · a1 černý křížek · b1 černý křížek · c1 černý křížek · d1 bílý dáma · e1 černý křížek · f1 černý křížek · g1 černý křížek · h1 černý křížek | d8 černý dáma · d7 černý křížek · d6 černý křížek · d5 černý křížek · h5 černý křížek · a4 černý křížek · d4 černý křížek · g4 černý křížek · b3 černý křížek · d3 černý křížek · f3 černý křížek · c2 černý křížek · d2 černý křížek · e2 černý křížek · a1 černý křížek · b1 černý křížek · c1 černý křížek · d1 bílý dáma · e1 černý křížek · f1 černý křížek · g1 černý křížek · h1 černý křížek | 5 |
| 4 | d8 černý dáma · d7 černý křížek · d6 černý křížek · d5 černý křížek · h5 černý křížek · a4 černý křížek · d4 černý křížek · g4 černý křížek · b3 černý křížek · d3 černý křížek · f3 černý křížek · c2 černý křížek · d2 černý křížek · e2 černý křížek · a1 černý křížek · b1 černý křížek · c1 černý křížek · d1 bílý dáma · e1 černý křížek · f1 černý křížek · g1 černý křížek · h1 černý křížek | d8 černý dáma · d7 černý křížek · d6 černý křížek · d5 černý křížek · h5 černý křížek · a4 černý křížek · d4 černý křížek · g4 černý křížek · b3 černý křížek · d3 černý křížek · f3 černý křížek · c2 černý křížek · d2 černý křížek · e2 černý křížek · a1 černý křížek · b1 černý křížek · c1 černý křížek · d1 bílý dáma · e1 černý křížek · f1 černý křížek · g1 černý křížek · h1 černý křížek | d8 černý dáma · d7 černý křížek · d6 černý křížek · d5 černý křížek · h5 černý křížek · a4 černý křížek · d4 černý křížek · g4 černý křížek · b3 černý křížek · d3 černý křížek · f3 černý křížek · c2 černý křížek · d2 černý křížek · e2 černý křížek · a1 černý křížek · b1 černý křížek · c1 černý křížek · d1 bílý dáma · e1 černý křížek · f1 černý křížek · g1 černý křížek · h1 černý křížek | d8 černý dáma · d7 černý křížek · d6 černý křížek · d5 černý křížek · h5 černý křížek · a4 černý křížek · d4 černý křížek · g4 černý křížek · b3 černý křížek · d3 černý křížek · f3 černý křížek · c2 černý křížek · d2 černý křížek · e2 černý křížek · a1 černý křížek · b1 černý křížek · c1 černý křížek · d1 bílý dáma · e1 černý křížek · f1 černý křížek · g1 černý křížek · h1 černý křížek | d8 černý dáma · d7 černý křížek · d6 černý křížek · d5 černý křížek · h5 černý křížek · a4 černý křížek · d4 černý křížek · g4 černý křížek · b3 černý křížek · d3 černý křížek · f3 černý křížek · c2 černý křížek · d2 černý křížek · e2 černý křížek · a1 černý křížek · b1 černý křížek · c1 černý křížek · d1 bílý dáma · e1 černý křížek · f1 černý křížek · g1 černý křížek · h1 černý křížek | d8 černý dáma · d7 černý křížek · d6 černý křížek · d5 černý křížek · h5 černý křížek · a4 černý křížek · d4 černý křížek · g4 černý křížek · b3 černý křížek · d3 černý křížek · f3 černý křížek · c2 černý křížek · d2 černý křížek · e2 černý křížek · a1 černý křížek · b1 černý křížek · c1 černý křížek · d1 bílý dáma · e1 černý křížek · f1 černý křížek · g1 černý křížek · h1 černý křížek | d8 černý dáma · d7 černý křížek · d6 černý křížek · d5 černý křížek · h5 černý křížek · a4 černý křížek · d4 černý křížek · g4 černý křížek · b3 černý křížek · d3 černý křížek · f3 černý křížek · c2 černý křížek · d2 černý křížek · e2 černý křížek · a1 černý křížek · b1 černý křížek · c1 černý křížek · d1 bílý dáma · e1 černý křížek · f1 černý křížek · g1 černý křížek · h1 černý křížek | d8 černý dáma · d7 černý křížek · d6 černý křížek · d5 černý křížek · h5 černý křížek · a4 černý křížek · d4 černý křížek · g4 černý křížek · b3 černý křížek · d3 černý křížek · f3 černý křížek · c2 černý křížek · d2 černý křížek · e2 černý křížek · a1 černý křížek · b1 černý křížek · c1 černý křížek · d1 bílý dáma · e1 černý křížek · f1 černý křížek · g1 černý křížek · h1 černý křížek | 4 |
| 3 | d8 černý dáma · d7 černý křížek · d6 černý křížek · d5 černý křížek · h5 černý křížek · a4 černý křížek · d4 černý křížek · g4 černý křížek · b3 černý křížek · d3 černý křížek · f3 černý křížek · c2 černý křížek · d2 černý křížek · e2 černý křížek · a1 černý křížek · b1 černý křížek · c1 černý křížek · d1 bílý dáma · e1 černý křížek · f1 černý křížek · g1 černý křížek · h1 černý křížek | d8 černý dáma · d7 černý křížek · d6 černý křížek · d5 černý křížek · h5 černý křížek · a4 černý křížek · d4 černý křížek · g4 černý křížek · b3 černý křížek · d3 černý křížek · f3 černý křížek · c2 černý křížek · d2 černý křížek · e2 černý křížek · a1 černý křížek · b1 černý křížek · c1 černý křížek · d1 bílý dáma · e1 černý křížek · f1 černý křížek · g1 černý křížek · h1 černý křížek | d8 černý dáma · d7 černý křížek · d6 černý křížek · d5 černý křížek · h5 černý křížek · a4 černý křížek · d4 černý křížek · g4 černý křížek · b3 černý křížek · d3 černý křížek · f3 černý křížek · c2 černý křížek · d2 černý křížek · e2 černý křížek · a1 černý křížek · b1 černý křížek · c1 černý křížek · d1 bílý dáma · e1 černý křížek · f1 černý křížek · g1 černý křížek · h1 černý křížek | d8 černý dáma · d7 černý křížek · d6 černý křížek · d5 černý křížek · h5 černý křížek · a4 černý křížek · d4 černý křížek · g4 černý křížek · b3 černý křížek · d3 černý křížek · f3 černý křížek · c2 černý křížek · d2 černý křížek · e2 černý křížek · a1 černý křížek · b1 černý křížek · c1 černý křížek · d1 bílý dáma · e1 černý křížek · f1 černý křížek · g1 černý křížek · h1 černý křížek | d8 černý dáma · d7 černý křížek · d6 černý křížek · d5 černý křížek · h5 černý křížek · a4 černý křížek · d4 černý křížek · g4 černý křížek · b3 černý křížek · d3 černý křížek · f3 černý křížek · c2 černý křížek · d2 černý křížek · e2 černý křížek · a1 černý křížek · b1 černý křížek · c1 černý křížek · d1 bílý dáma · e1 černý křížek · f1 černý křížek · g1 černý křížek · h1 černý křížek | d8 černý dáma · d7 černý křížek · d6 černý křížek · d5 černý křížek · h5 černý křížek · a4 černý křížek · d4 černý křížek · g4 černý křížek · b3 černý křížek · d3 černý křížek · f3 černý křížek · c2 černý křížek · d2 černý křížek · e2 černý křížek · a1 černý křížek · b1 černý křížek · c1 černý křížek · d1 bílý dáma · e1 černý křížek · f1 černý křížek · g1 černý křížek · h1 černý křížek | d8 černý dáma · d7 černý křížek · d6 černý křížek · d5 černý křížek · h5 černý křížek · a4 černý křížek · d4 černý křížek · g4 černý křížek · b3 černý křížek · d3 černý křížek · f3 černý křížek · c2 černý křížek · d2 černý křížek · e2 černý křížek · a1 černý křížek · b1 černý křížek · c1 černý křížek · d1 bílý dáma · e1 černý křížek · f1 černý křížek · g1 černý křížek · h1 černý křížek | d8 černý dáma · d7 černý křížek · d6 černý křížek · d5 černý křížek · h5 černý křížek · a4 černý křížek · d4 černý křížek · g4 černý křížek · b3 černý křížek · d3 černý křížek · f3 černý křížek · c2 černý křížek · d2 černý křížek · e2 černý křížek · a1 černý křížek · b1 černý křížek · c1 černý křížek · d1 bílý dáma · e1 černý křížek · f1 černý křížek · g1 černý křížek · h1 černý křížek | 3 |
| 2 | d8 černý dáma · d7 černý křížek · d6 černý křížek · d5 černý křížek · h5 černý křížek · a4 černý křížek · d4 černý křížek · g4 černý křížek · b3 černý křížek · d3 černý křížek · f3 černý křížek · c2 černý křížek · d2 černý křížek · e2 černý křížek · a1 černý křížek · b1 černý křížek · c1 černý křížek · d1 bílý dáma · e1 černý křížek · f1 černý křížek · g1 černý křížek · h1 černý křížek | d8 černý dáma · d7 černý křížek · d6 černý křížek · d5 černý křížek · h5 černý křížek · a4 černý křížek · d4 černý křížek · g4 černý křížek · b3 černý křížek · d3 černý křížek · f3 černý křížek · c2 černý křížek · d2 černý křížek · e2 černý křížek · a1 černý křížek · b1 černý křížek · c1 černý křížek · d1 bílý dáma · e1 černý křížek · f1 černý křížek · g1 černý křížek · h1 černý křížek | d8 černý dáma · d7 černý křížek · d6 černý křížek · d5 černý křížek · h5 černý křížek · a4 černý křížek · d4 černý křížek · g4 černý křížek · b3 černý křížek · d3 černý křížek · f3 černý křížek · c2 černý křížek · d2 černý křížek · e2 černý křížek · a1 černý křížek · b1 černý křížek · c1 černý křížek · d1 bílý dáma · e1 černý křížek · f1 černý křížek · g1 černý křížek · h1 černý křížek | d8 černý dáma · d7 černý křížek · d6 černý křížek · d5 černý křížek · h5 černý křížek · a4 černý křížek · d4 černý křížek · g4 černý křížek · b3 černý křížek · d3 černý křížek · f3 černý křížek · c2 černý křížek · d2 černý křížek · e2 černý křížek · a1 černý křížek · b1 černý křížek · c1 černý křížek · d1 bílý dáma · e1 černý křížek · f1 černý křížek · g1 černý křížek · h1 černý křížek | d8 černý dáma · d7 černý křížek · d6 černý křížek · d5 černý křížek · h5 černý křížek · a4 černý křížek · d4 černý křížek · g4 černý křížek · b3 černý křížek · d3 černý křížek · f3 černý křížek · c2 černý křížek · d2 černý křížek · e2 černý křížek · a1 černý křížek · b1 černý křížek · c1 černý křížek · d1 bílý dáma · e1 černý křížek · f1 černý křížek · g1 černý křížek · h1 černý křížek | d8 černý dáma · d7 černý křížek · d6 černý křížek · d5 černý křížek · h5 černý křížek · a4 černý křížek · d4 černý křížek · g4 černý křížek · b3 černý křížek · d3 černý křížek · f3 černý křížek · c2 černý křížek · d2 černý křížek · e2 černý křížek · a1 černý křížek · b1 černý křížek · c1 černý křížek · d1 bílý dáma · e1 černý křížek · f1 černý křížek · g1 černý křížek · h1 černý křížek | d8 černý dáma · d7 černý křížek · d6 černý křížek · d5 černý křížek · h5 černý křížek · a4 černý křížek · d4 černý křížek · g4 černý křížek · b3 černý křížek · d3 černý křížek · f3 černý křížek · c2 černý křížek · d2 černý křížek · e2 černý křížek · a1 černý křížek · b1 černý křížek · c1 černý křížek · d1 bílý dáma · e1 černý křížek · f1 černý křížek · g1 černý křížek · h1 černý křížek | d8 černý dáma · d7 černý křížek · d6 černý křížek · d5 černý křížek · h5 černý křížek · a4 černý křížek · d4 černý křížek · g4 černý křížek · b3 černý křížek · d3 černý křížek · f3 černý křížek · c2 černý křížek · d2 černý křížek · e2 černý křížek · a1 černý křížek · b1 černý křížek · c1 černý křížek · d1 bílý dáma · e1 černý křížek · f1 černý křížek · g1 černý křížek · h1 černý křížek | 2 |
| 1 | d8 černý dáma · d7 černý křížek · d6 černý křížek · d5 černý křížek · h5 černý křížek · a4 černý křížek · d4 černý křížek · g4 černý křížek · b3 černý křížek · d3 černý křížek · f3 černý křížek · c2 černý křížek · d2 černý křížek · e2 černý křížek · a1 černý křížek · b1 černý křížek · c1 černý křížek · d1 bílý dáma · e1 černý křížek · f1 černý křížek · g1 černý křížek · h1 černý křížek | d8 černý dáma · d7 černý křížek · d6 černý křížek · d5 černý křížek · h5 černý křížek · a4 černý křížek · d4 černý křížek · g4 černý křížek · b3 černý křížek · d3 černý křížek · f3 černý křížek · c2 černý křížek · d2 černý křížek · e2 černý křížek · a1 černý křížek · b1 černý křížek · c1 černý křížek · d1 bílý dáma · e1 černý křížek · f1 černý křížek · g1 černý křížek · h1 černý křížek | d8 černý dáma · d7 černý křížek · d6 černý křížek · d5 černý křížek · h5 černý křížek · a4 černý křížek · d4 černý křížek · g4 černý křížek · b3 černý křížek · d3 černý křížek · f3 černý křížek · c2 černý křížek · d2 černý křížek · e2 černý křížek · a1 černý křížek · b1 černý křížek · c1 černý křížek · d1 bílý dáma · e1 černý křížek · f1 černý křížek · g1 černý křížek · h1 černý křížek | d8 černý dáma · d7 černý křížek · d6 černý křížek · d5 černý křížek · h5 černý křížek · a4 černý křížek · d4 černý křížek · g4 černý křížek · b3 černý křížek · d3 černý křížek · f3 černý křížek · c2 černý křížek · d2 černý křížek · e2 černý křížek · a1 černý křížek · b1 černý křížek · c1 černý křížek · d1 bílý dáma · e1 černý křížek · f1 černý křížek · g1 černý křížek · h1 černý křížek | d8 černý dáma · d7 černý křížek · d6 černý křížek · d5 černý křížek · h5 černý křížek · a4 černý křížek · d4 černý křížek · g4 černý křížek · b3 černý křížek · d3 černý křížek · f3 černý křížek · c2 černý křížek · d2 černý křížek · e2 černý křížek · a1 černý křížek · b1 černý křížek · c1 černý křížek · d1 bílý dáma · e1 černý křížek · f1 černý křížek · g1 černý křížek · h1 černý křížek | d8 černý dáma · d7 černý křížek · d6 černý křížek · d5 černý křížek · h5 černý křížek · a4 černý křížek · d4 černý křížek · g4 černý křížek · b3 černý křížek · d3 černý křížek · f3 černý křížek · c2 černý křížek · d2 černý křížek · e2 černý křížek · a1 černý křížek · b1 černý křížek · c1 černý křížek · d1 bílý dáma · e1 černý křížek · f1 černý křížek · g1 černý křížek · h1 černý křížek | d8 černý dáma · d7 černý křížek · d6 černý křížek · d5 černý křížek · h5 černý křížek · a4 černý křížek · d4 černý křížek · g4 černý křížek · b3 černý křížek · d3 černý křížek · f3 černý křížek · c2 černý křížek · d2 černý křížek · e2 černý křížek · a1 černý křížek · b1 černý křížek · c1 černý křížek · d1 bílý dáma · e1 černý křížek · f1 černý křížek · g1 černý křížek · h1 černý křížek | d8 černý dáma · d7 černý křížek · d6 černý křížek · d5 černý křížek · h5 černý křížek · a4 černý křížek · d4 černý křížek · g4 černý křížek · b3 černý křížek · d3 černý křížek · f3 černý křížek · c2 černý křížek · d2 černý křížek · e2 černý křížek · a1 černý křížek · b1 černý křížek · c1 černý křížek · d1 bílý dáma · e1 černý křížek · f1 černý křížek · g1 černý křížek · h1 černý křížek | 1 |
|   | a | b | c | d | e | f | g | h |   |

Dáma někdy taky královna, je nejsilnější šachová figura. Může se pohybovat o libovolný počet polí šachovnice ve všech směrech (svisle, vodorovně a šikmo). Každý hráč má na začátku hry jednu dámu.
„Dáma ctí svou barvu“ – v základním (počátečním) postavení je umístěna vždy na tom poli, jaká je její barva.

## Proměna pěšce
Pěšec soupeře, který se dostal na druhý kraj šachovnice se podle pravidel musí proměnit v jakoukoliv figuru, většinou je nejvýhodnější proměna právě v dámu. Výjimečně však může být výhodnější změna v jinou figuru, např. z důvodu vyhnutí se patu, možnost dát soupeři vidličku koněm.

## Taktika hry dámou
Nedoporučuje se s dámou táhnout hned na začátku, je výhodnější nejdřív táhnout s lehkými figurami, dáma je může krýt či podporovat ze svého základního postavení. Naopak ve střední hře či v koncovce je dáma velmi účinná zejména v kombinaci s věžemi.
Mezi oblíbené úkoly patří problém osmi dam: rozmístit na prázdné šachovnici osm dam tak, aniž by se navzájem ohrožovaly. Existuje právě 92 řešení této úlohy, jak vypočítal matematik Carl Friedrich Gauss.

## Hodnota a síla
Dáma ovládá 21 (v rohu) až 27 polí.
Má hodnotu přibližně 9 pěšců, dvou věží či tří lehkých figur (jezdec či střelec). Víc figur však často může lépe působit ve vzájemné kombinaci.
Dáma je velmi silná ve střední hře či koncovce, v zahájení se hra s dámou obvykle příliš nedoporučuje.

## Reprezentace v počítači
Ve znakové sadě Unicode je znak U+2655 pro bílou dámu (♕) a znak U+265B pro černou dámu (♛). Viz též článek Šachové symboly v Unicode.